# Лудвигова ангина
Лудвигова ангина или флегмона пода усне дупље је упални процес структура испод доње вилице и језика (тзв. субмандибуларни и сублингвални простори) која се брзо развија, може угрозити живот, а обично се јавља код млађих особа и деце као резултат ширења инфекције доњих зуба. Код деце ова болест може довести до поремећаја дисања.
Различите везивне овојнице (фасције) обликују низ простора у врату који могу бити захваћени инфекцијом. Инвазија бактерија у те просторе узрокује упалу, целулитис, или накупљање гноја - апсцес. Упала се даље шири и горе и позади и подиже дно усне дупље и језик. Подјезична кост спречава ширење према доле па се оток шири према напред, изобличује врат и ствара се изглед „врата бика“.

## Етиологија
У развоју овог обољења значајну улогу играју зубни каријес, недавне стоматолошке интервенције које могу бити узрок инфекције, анемија српастих ћелија, ослабљен имунолошки систем, повреде и пирсинг језика (уметање накита у језик). Лудвигова ангина код деце може настати и без ових фактора ризика.

## Клиничка слика
Лудвигову ангину карактеришу јак бол и оток врата. Висока температура, слабост, отежано гутање и непријатан задах из уста су врло чести. Може се јавити и грч мишића за жвакање и симптоми отежаног дисања те се дете често нагиње према напред како би олакшало дисање. Појава звучног дисања налик лавежу пса (стридор), плава боја коже и слузница (цијаноза), отежано дисање и ослабљени дисајни покрети указују на поремећен дисајни пут.

## Дијагноза и лечење
Лудвигова ангина се препознаје на основу клиничке слике и потврђује микробиолошком анализом узрочника болести.
Ангина се лечи осигурањем дисајног пута, интравенским антибиотицима (пеницилин Г или цефалоспорини), хируршком интервенцијом и, ако је потребно, оперативном декомпресијом. Интравенски се могу давати и кортикостероиди како би се смањио оток и на тај начин осигурала проходност дисајног пута и побољшало деловање антибиотика.
Хируршка дренажа се ради кад након 24 сата лечења лековима нема побољшања. Понекад, кад је угрожено дисање, потребно је направити отвор на душнику (трахеотомија).
Лудвигова ангина може бити смртоносна. Немогућност правовремене дијагнозе ове дубоке инфекције врата често је резултат промењене клиничке слике због претходног узимања антибиотика. Раном дијагнозом, интравенском антибиотском терапијом и евентуално хируршким захватом и интензивном негом постиже се излечење процеса без компликација.